# Canal 32
Canal 32 est une chaîne de télévision généraliste locale française privée de Troyes et du département de l'Aube visible localement sur la TNT et partout en France pour les possesseurs de box. 
Elle a été lancée le 23 novembre 2001 à l'initiative d'un ancien journaliste, Claude Patin, pour publier différentes informations culturelles, sportives et faits divers de l'agglomération troyenne (Claude Patin a créé cette chaîne locale et départementale),.

## Programmes
La grille des programmes de Canal 32 est composée de magazines et de rendez-vous d'informations sur la ville de Troyes et le département de l'Aube ainsi que des rendez-vous locaux.
Elle diffuse une tranche magazine du lundi au vendredi en direct entre 19h00 et 20h00, entrecoupée du journal à 18h30. Ce dernier est par ailleurs multi-rediffusé à 19h30, 20h30 et 21h30. Les émissions sont quant-à elles multi-rediffusées dans la semaine et notamment le week-end. La chaîne propose une boucle de programmes ayant une durée variable entre 3 et 4 heures.[pas clair]Néanmoins, cette boucle peut être cassée lors d'événements particuliers se déroulant dans l'agglomération troyenne.
Canal 32 diffuse un JT composé d'images d"'aubois pour être plus près de son téléspectateur. Nommé "Le journal des aubois", il est diffusé à 18h30, avant le journal classique.
Canal 32 a participé aux deux syndications pour les séries[pas clair]. Elle a diffusé la saison 1 de 24 heures chrono et les séries MASH et The Practice[pertinence contestée]. Un mercredi sur deux, elle diffuse également Game'In TV, une émission sur les jeux vidéo[pertinence contestée].

## Diffusion
Canal 32 est diffusée à Troyes et son agglomération ainsi que dans le sud du département de l'Aube. Depuis le 2 avril 2011, Canal 32 a cessé sa diffusion en analogique, sa zone de diffusion hertzienne ne couvrait pas tout le département de l'Aube en raison de la présence d'autres émetteurs situés à l'ouest du département.
En 2022, Canal 32 compte diffuser sur les box et la TNT.

## Identité visuelle

### Logos

Logo du 23 novembre 2001 jusqu'à 2005.
Première version du logo carré de 2005 jusqu'à 2009.
Deuxième version du logo carré de 2009 jusqu'à janvier 2021.
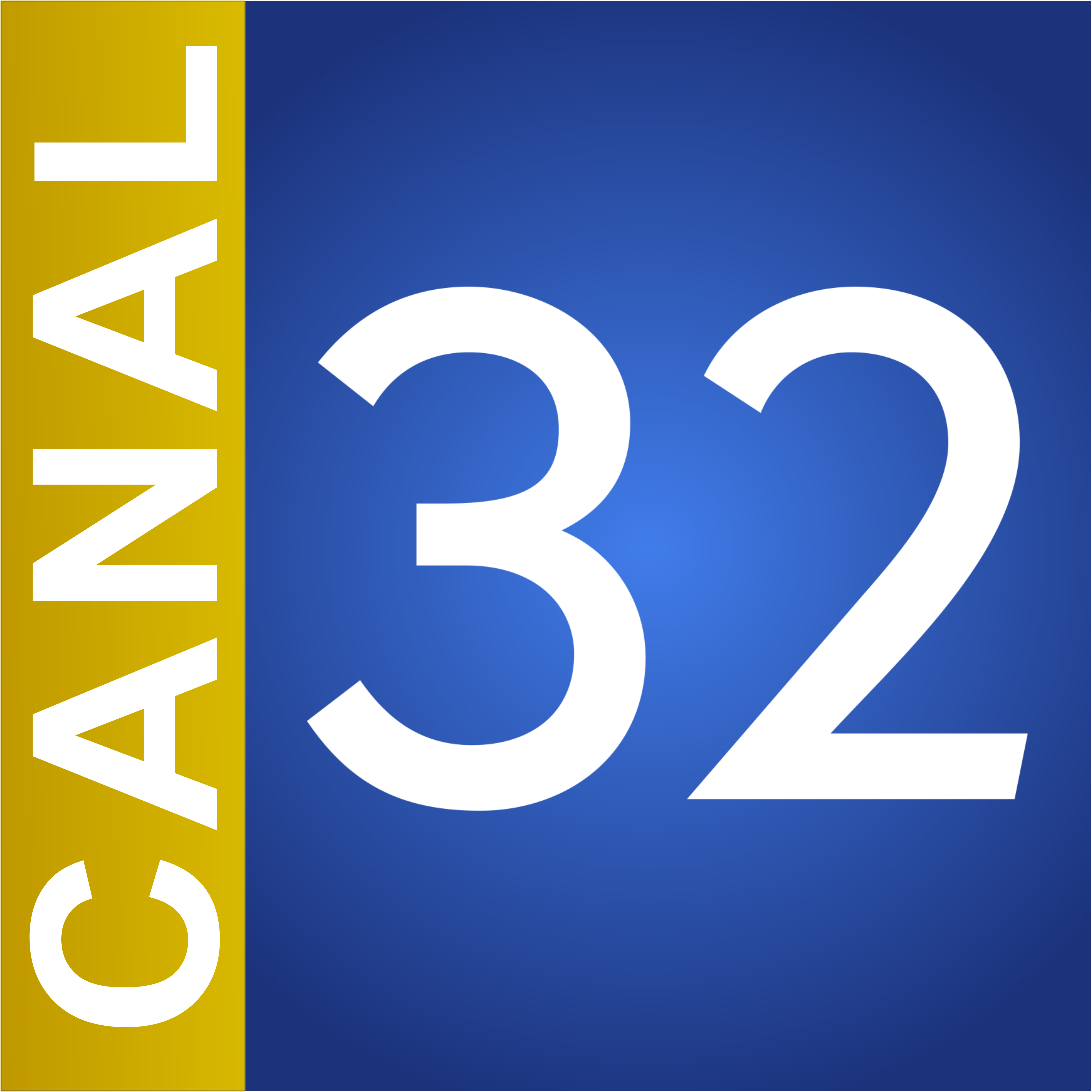
Dernière version du logo carré depuis janvier 2021.